# Adolf von Hatzfeld
Adolf von Hatzfeld (* 3. September 1892 in Olpe; † 25. Juli 1957 in Bad Godesberg) war ein deutscher Schriftsteller.

## Leben
Adolf von Hatzfeld entstammt der westfälischen Adelsfamilie von Hatzfeld. Der Vater war Amtsrichter. Hatzfeld wuchs in Hamm und Düsseldorf auf. 1911 legte er in Emmerich die Reifeprüfung ab; der Komponist und Dichter Gregor Schwake war einer seiner Mitabiturienten. Anschließend begann Hatzfeld eine kaufmännische Lehre in Hamburg, die er jedoch nach kurzer Zeit abbrach. Im Herbst 1911 begann er eine Offiziersausbildung als Fahnenjunker in Bückeburg. Während er wegen eines Streits im Arrest saß, unternahm er im Juli 1913 einen Selbstmordversuch mit einer Pistole. Der Schuss in den Kopf führte zu seiner Erblindung.
Nach dem Ausscheiden aus dem Militär begann von Hatzfeld ein Studium der Germanistik, Kunstgeschichte und Philosophie an den Universitäten in Münster, Freiburg im Breisgau und Marburg, das er 1919 mit der Promotion zum Doktor der Philosophie abschloss (Thema: Achim von Arnims „Kronenwächter“ und der romantische Roman, Freiburg 1920). Als Student in Münster wurde er aktives Mitglied des katholischen Studentenvereins Markomannia im KV. Ab 1917 lebte er in München, wo er als freier Schriftsteller wirkte und Kontakt zu Autoren wie Rilke, Thomas Mann und Ernst Toller hatte. 1919 trat von Hatzfeld der USPD bei. Ab 1921 führten ihn zahlreiche Reisen nach Flandern, Italien, Skandinavien, Schottland, Nordafrika, in den Sudan, nach Persien und auf die Krim. Ab 1922 war er in Köln ansässig und seit seiner Heirat mit Mathilde Wegeler im Jahre 1925 in Bad Godesberg; 1926 und 1929 wurden die Kinder Elisabeth und Georg geboren. In den folgenden Jahren engagierte sich von Hatzfeld im von ihm 1926 mitbegründeten Bund Rheinischer Dichter und seit 1929 in der Rheinischen Arbeitsgemeinschaft der Deutschen Liga für Menschenrechte. 1927 führte ihn eine Reise nach Moskau, wo er sich mit dem ehemaligen sowjetischen Außenminister Tschitscherin traf. In die gleiche Zeit fällt die für sein Werk wichtige Freundschaft mit dem flämischen Schriftsteller Felix Timmermans.
In den Jahren nach der Machtergreifung der Nationalsozialisten geriet von Hatzfeld mehr und mehr in die innere Isolation, die 1935 zur Trennung von seiner Ehefrau und zum Rückzug in ein Landhaus in Ense-Bittingen bei Soest führte. 1936 verschlechterte sich von Hatzfelds wirtschaftliche Situation derart, dass er glaubte, der Reichsschrifttumskammer beitreten zu müssen. Am 5. August 1937 beantragte er die Aufnahme in die NSDAP und wurde rückwirkend zum 1. Mai desselben Jahres aufgenommen (Mitgliedsnummer 4.970.841). Für die Partei engagierte er sich in folgenden Jahren insbesondere bei kulturellen Parteiveranstaltungen und bei der Pflege der deutsch-flämischen Beziehungen. Nach dem Tod seiner Ehefrau kehrte er im Jahre 1939 nach Bad Godesberg zurück.
Nach dem Ende des Zweiten Weltkriegs machte von Hatzfeld eine von Mangel und Krankheit geprägte Zeit durch. 1948 musste er sich während eines mehrmonatigen Krankenhausaufenthalts einer Kopfoperation unterziehen, bei der die Kugel, die seine Erblindung bewirkt hatte, entfernt wurde. Von 1949 bis 1951 war von Hatzfeld Mitarbeiter der „Wetzlarer Neuen Zeitung“. Politisch engagierte er sich erneut in der pazifistischen Bewegung, was in der frühen Bundesrepublik zu seiner Isolation beitrug. Von 1950 bis 1952 lebte er im italienischen Positano, wo er Begegnungen mit Rudolf Hagelstange und Ignazio Silone hatte. 1952 heiratete er seine Sekretärin Ruth Faßbender. Adolf von Hatzfeld starb an den Folgen einer Lungenentzündung.
Adolf von Hatzfelds Werk, das stark von seiner Blindheit, aber auch von seinen Reisen und den Bekanntschaften zu Schriftstellerkollegen beeinflusst ist, umfasst Romane, Erzählungen, Essays und Lyrik. Insbesondere in seinen Gedichten ist von Hatzfeld ein Vertreter des Expressionismus. Seine literarische Wirkung beschränkte sich weitgehend auf die Zeit zwischen Erstem und Zweitem Weltkrieg, zu dieser Zeit besprach er auch für Telefunken eine Schallplatte: An die Natur – Treibjagd; bereits unmittelbar nach 1945 galt er nur noch als Außenseiter und geriet
nach seinem Tode in Vergessenheit.
Adolf von Hatzfeld erhielt 1919 den Preis der Gesellschaft Junges Deutschland, 1943 den Joseph-von-Görres-Preis der Universität Bonn sowie 1953 den Annette-von-Droste-Hülshoff-Preis.

## Werke
- Gedichte, Leipzig 1915
- Die Liebe, München 1918
- An Gott, Berlin 1919
- Franziskus, Berlin 1919
- Achim von Arnims „Kronenwächter“ und der romantische Roman, Freiburg i. B. 1920
- Westfalenballade, für die Mappe „In Memoriam Wilhelm Morgner“, herausgegeben von der Galerie Alfred Flechtheim, Düsseldorf 1920
- Sommer, Alfred Flechtheim, Düsseldorf 1920 (zusammen mit Marie Laurencin, die 4 Lithographien anfertigte)
- Liebesgedichte, Düsseldorf 1922 (zusammen mit Karl Hofer)
- Aufsätze, Hannover 1923
- Gedichte, Hannover 1923
- Jugendgedichte, Köln 1923
- Die Lemminge, Hannover [u. a.] 1923
- An die Natur, Köln 1924
- Gedichte, Freiburg i. B. 1925
- Positano, Freiburg i.Br. 1925
- Ländlicher Sommer, Bielefeld 1926
- Das zerbrochene Herz, Stuttgart 1926
- Das glückhafte Schiff, Stuttgart [u. a.] 1931
- Felix Timmermans, Dichter und Zeichner seines Volkes, Berlin 1935
- Gedichte, Hamburg 1936
- Gedichte des Landes, Potsdam 1936
- Der Flug nach Moskau, Potsdam 1942
- Melodie des Herzens, Hattingen (Ruhr) 1951
- Zwischenfälle, Hattingen (Ruhr) 1952
- Franziskus und andere Dichtungen, Paderborn 1992
- Adolf-von-Hatzfeld-Lesebuch. Zusammengestellt und mit einem Nachwort von Dieter Sudhoff. Köln 2007 [= Nylands Kleine Westfälische Bibliothek 14] ISBN 978-3-936235-15-9 Online-Ausgabe des Lesebuchs

## Übersetzungen
- Das flämische Kampfgedicht, Jena 1942
- Auszüge aus Boudewijn von Felix Timmermans, 1935